# Мілія Тейлора
Мілія Тейлора (Mylia taylorii) — вид печіночників порядку юнгерманіальних (Jungermanniales).

## Поширення
Батьківщиною є Європа, Азія, Північна Америка.
Росте на вологих, безвапняних каменях, на перегної, на гнилій деревині та рідше на торфі.

## Характеристика
Стебла мають довжину до семи, рідше десяти сантиметрів і ширину до трьох міліметрів. Вони несуть довгі світлі ризоїди. Вони утворюють килимки темно-зеленого, червоно-коричневого або пурпурного кольору. Бокові листки круглі або овальні і покривають половину стебла. Їхній передній край переважно опуклий. Кожна клітина містить від п’яти до дванадцяти масляних тілець сферичної або яйцеподібної форми. Виводкові тіла формуються на напівкруглих листочках з бахромою.